# Holtålen
Holtålen este o comună din provincia Sør-Trøndelag, Norvegia.